# Tullio Pinelli
Tullio Pinelli (Torino, 24 giugno 1908 – Roma, 7 marzo 2009) è stato uno scrittore, sceneggiatore e drammaturgo italiano.

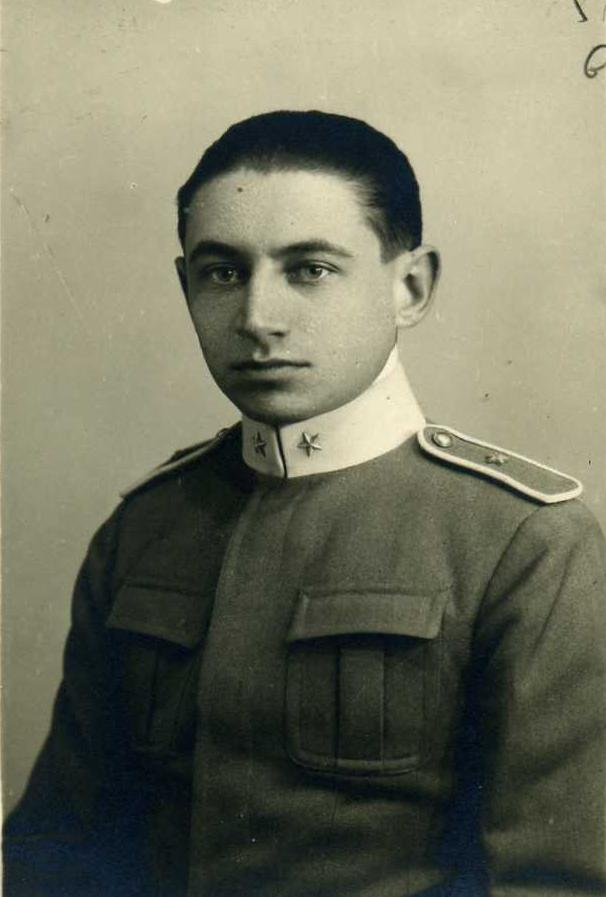
Il Sottotenente Tullio Pinelli

Vincitore di un David di Donatello nel 1986, ha sceneggiato più di 50 produzioni cinematografiche e televisive.

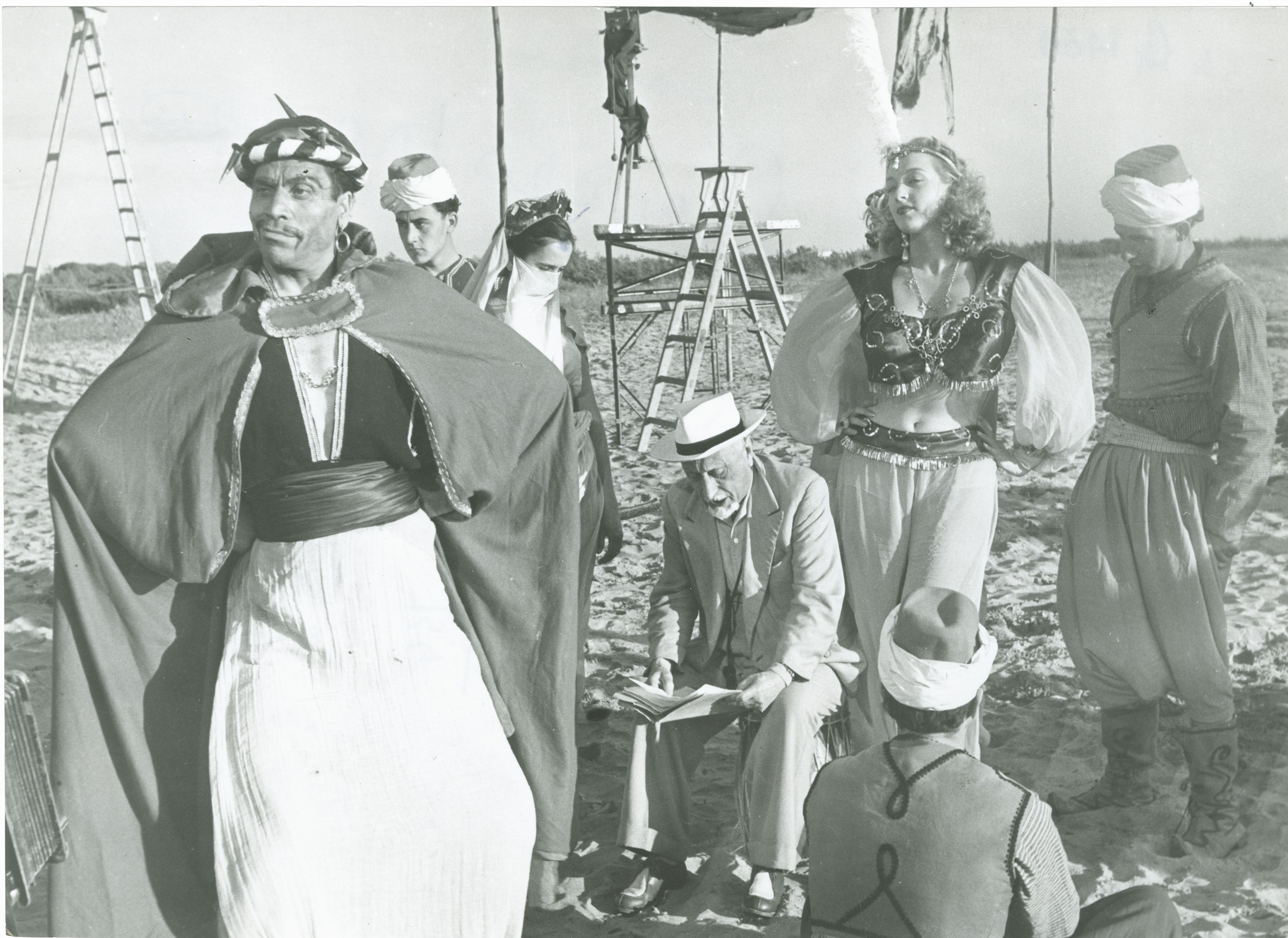
Tullio Pinelli sul set de Lo sceicco bianco di Federico Fellini

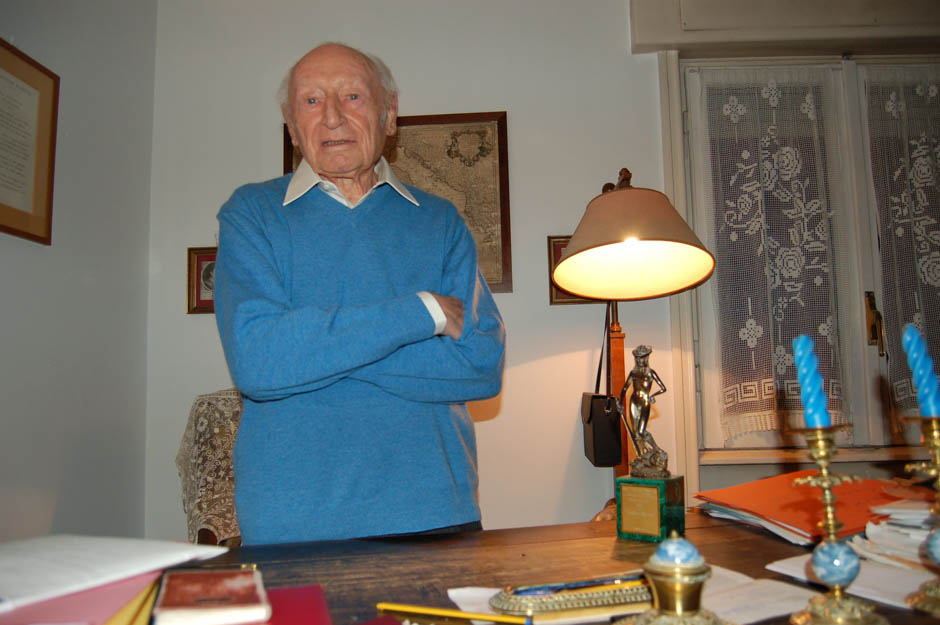
Pinelli nel suo studio di Roma (2007).

## Biografia
Primogenito della nobile famiglia piemontese dei conti Pinelli, magistrati di tradizione risorgimentale originaria di Cuorgnè (TO), figlio di Ersilia Ratti e del giudice Ferdinando, frequenta il Liceo classico Massimo d'Azeglio con l'amico Cesare Pavese ed altri tra cui Norberto Bobbio, Massimo Mila, Leone Ginzburg con i quali forma un gruppo di giovani intellettuali antifascisti nella Torino degli anni '20 e '30. Presta servizio di complemento come Ufficiale di cavalleria, con due richiami in guerra. Quindi si laurea in Giurisprudenza, pratica l'avvocatura civile a Torino e comincia a dedicarsi al teatro, scrivendo numerose commedie che attirano su di lui l'attenzione della critica e del pubblico.
Nel 1933 sposa Maria Cristina Quilico dalla quale ha 4 figli maschi: Pier Dionigi, Carlo Alberto, Ferdinando e Alessandro.
Esordisce in teatro nel 1932 con Il sofà d'la marchesa d'Mombaron e, nel 1935, con l'elegante e ironica La pulce d'oro cui fa seguire, sullo stesso registro, l'atto unico Lo stilita (1937). Ma le sue opere più rappresentative – I padri etruschi (1941), Lotta con l'angelo (1942) e Gorgonio ovvero il Tirso (1952) – sono caratterizzate da toni intensamente drammatici e da una tematica di carattere spiritualistico, divenendo così ben presto uno dei giovani commediografi italiani più quotati e interessanti di quegli anni, tanto che, nel 1943, la sua attività ottiene il riconoscimento del premio dell'Accademia d'Italia.
Scrisse anche libretti d'opera, soprattutto per Ghedini, maestro artistico del fratello musicista Carlo (Re Hassan, 1939; Le baccanti, 1948). Durante il secondo conflitto mondiale e l'occupazione tedesca, partecipò alla Resistenza antifascista, appoggiando le formazioni d'ispirazione liberale dapprima a Pitigliano (GR) e, successivamente, ad Alpignano (TO) trattando, tra l'altro, la resa di 40 militari della Divisione repubblichina Monterosa e difendendoli dalle formazioni partigiane di sinistra che li volevano fucilare.
Abbandonò l'avvocatura nel 1942, dopo il successo romano dei Padri etruschi e nel 1946 venne assunto a Roma, come sceneggiatore cinematografico, dalla casa cinematografica Lux Film, vincendo una selezione alla quale partecipavano anche Brancati e Vittorini. Dopo gli ultimi anni della guerra, vissuti nel natio Piemonte, ritornò subito a Roma per riprendere le fila della professione di scrittore di cinema. Qui, dopo aver collaborato con Mario Soldati alla trascrizione cinematografica di Le miserie del signor Travet (1946), fece coppia fissa con Federico Fellini, distinguendosi nel conferire rigore letterario e consequenzialità logica alle fantastiche storie del soggettista romagnolo.
I due infatti lavorano a testi per Alberto Lattuada, Roberto Rossellini e Pietro Germi trascorrendo il tempo libero a Pitigliano (GR) in Maremma, dove si occupa della tenuta agricola di famiglia. La collaborazione continua quando Fellini passa alla regia (con l'apporto anche di Ennio Flaiano) per tutti i suoi film da Luci del varietà (1951) a 8½ (1963), meritando candidature al Premio Oscar alla migliore sceneggiatura originale per I vitelloni (1953), La strada (1954) e La dolce vita (1960). Negli anni settanta scrive sceneggiati per la televisione e collabora alla trilogia di Amici miei (1975, 1982, 1985).
La sua carriera artistica viene premiata con cinque Nastri d'Argento, due Premi Flaiano e quattro candidature all'Oscar. Rimasto vedovo, nel 1988 sposa l'attrice francese Madeleine LeBeau. Nel 1998 si completa come maestro del realismo poetico che lo ha reso celebre nel mondo pubblicando La casa di Robespierre, riceve il secondo David di Donatello alla carriera e viene insignito dell'onorificenza di Cavaliere di Gran Croce dell'Ordine al Merito della Repubblica Italiana.
Nel 2008 in occasione del suo centesimo compleanno è stato pubblicato L'uomo a cavallo, soggetto cinematografico realista-poetico (Ed. Sabinae).

## Filmografia
- In cerca di felicità, regia di Giacomo Gentilomo (1943)
- Si chiude all'alba, regia di Nino Giannini (1944)
- La signora è servita, regia di Nino Giannini (1945)
- Le miserie del signor Travet, regia di Mario Soldati (1945)
- Fatalità, regia di Giorgio Bianchi (1947)
- L'adultera, regia di Duilio Coletti (1946)
- Il bandito, regia di Alberto Lattuada (1946)
- Il Passatore, regia di Duilio Coletti (1947)
- Il miracolo, episodio di L'amore, regia di Roberto Rossellini (1948)
- Senza pietà, regia di Alberto Lattuada (1948)
- Il grido della terra, regia di Duilio Coletti (1948)
- In nome della legge, regia di Pietro Germi (1949)
- Il mulino del Po, regia di Alberto Lattuada (1949)
- Il cammino della speranza, regia di Pietro Germi (1950)
- Luci del varietà, regia di Federico Fellini e Alberto Lattuada (1950)
- La città si difende, regia di Pietro Germi (1951)
- Cameriera bella presenza offresi..., regia di Giorgio Pastina (1951)
- Il brigante di Tacca del Lupo, regia di Pietro Germi (1952)
- Lo sceicco bianco, regia di Federico Fellini (1952)
- Riscatto, regia di Marino Girolami (1953)
- Pietà per chi cade, regia di Mario Costa (1953)
- La voce del silenzio, regia di Georg Wilhelm Pabst (1953)
- I vitelloni, regia di Federico Fellini (1953)
- Traviata '53, regia di Vittorio Cottafavi (1953)
- L'amore in città, registi vari (1953)
- Sinfonia d'amore, regia di Glauco Pellegrini (1954)
- Le avventure di Cartouche, regia di Gianni Vernuccio (1954)
- Gli amori di Manon Lescaut, regia di Mario Costa (1954)
- La strada, regia di Federico Fellini (1954)
- Il bidone, regia di Federico Fellini (1955)
- Uomini e lupi, regia di Giuseppe De Santis (1956)
- Le notti di Cabiria, regia di Federico Fellini (1957)
- Fortunella, regia di Eduardo De Filippo (1958)
- Erode il Grande, regia di Arnaldo Genoino e Viktor Turžanskij (1958)
- La dolce vita, regia di Federico Fellini (1960)
- Adua e le compagne, regia di Antonio Pietrangeli (1960)
- Scano Boa, regia di Renato Dall'Ara (1961)
- Le tentazioni del dottor Antonio, episodio di Boccaccio '70, regia di Federico Fellini (1962)
- Senilità, regia di Mauro Bolognini (1962)
- La steppa, regia di Alberto Lattuada (1962)
- Violenza segreta, regia di Giorgio Moser (1963)
- 8½, regia di Federico Fellini (1963)
- I tre volti, registi vari (1965)
- Il gaucho, regia di Dino Risi (1965)
- Giulietta degli spiriti, regia di Federico Fellini (1965)
- Francesco d'Assisi, regia di Liliana Cavani (1966)
- L'immorale, regia di Pietro Germi (1967)
- Scacco alla regina, regia di Pasquale Festa Campanile (1969)
- Galileo, regia di Liliana Cavani (1969)
- Sweet Charity - Una ragazza che voleva essere amata, regia di Bob Fosse (1969)
- Serafino, regia di Pietro Germi (1969)
- Come, quando, perché, regia di Antonio Pietrangeli (1969)
- Amore mio aiutami, regia di Alberto Sordi (1969)
- Le castagne sono buone, regia di Pietro Germi (1970)
- Il giardino dei Finzi-Contini, regia di Vittorio De Sica (1970)
- Alfredo Alfredo, regia di Pietro Germi (1972)
- Amore e ginnastica, regia di Luigi Filippo D'Amico (1973)
- Amici miei, regia di Mario Monicelli (1975)
- Per le antiche scale, regia di Mauro Bolognini (1975)
- Viaggio con Anita, regia di Mario Monicelli (1979)
- Il marchese del Grillo, regia di Mario Monicelli (1981)
- La vocazione di Suor Teresa, regia di Brunello Rondi (1982)
- Amici miei - Atto IIº, regia di Mario Monicelli (1982)
- Amici miei - Atto IIIº, regia di Nanni Loy (1985)
- Ginger e Fred, regia di Federico Fellini (1986)
- Speriamo che sia femmina, regia di Mario Monicelli (1986)
- Mano rubata, regia Alberto Lattuada (1989)
- La voce della Luna, regia di Federico Fellini (1990)
- Bonjour Michel, regia di Arcangelo Bonaccorso (2005)
- Napoli - New York, regia di Gabriele Salvatores (2024). Soggetto inedito di Federico Fellini e Tullio Pinelli.

## Prosa radiofonica
- Incontri, commedia in tre atti di Tullio Pinelli, regia di Enzo Ferrieri, trasmessa il 29 gennaio 1948.
- I Porta, commedia in tre atti di Tullio Pinelli, regia di Claudio Fino, trasmessa il 27 dicembre 1951.
- Tanith stella innocente, radiocommedia di Tullio Pinelli, regia di Gian Domenico Giagni, trasmessa il 15 ottobre 1959.